# Língua kaurna
Kaurna ([ˈɡɑːnə] or [ˈɡaʊnə]) é uma língua recentemente formada e linguisticamente formada a partir de pronúncias recuperadas com base em sistema científico de soletrar. Listas de palavras Kaurna foram gravadas por dois missionários da Igreja Luterana ao final dos anos 1930, durante o período da colonização da Austrália. Hoje, o povo das planícies de Adelaide é conhecido como kaurna, mas os kaurna se formaram a partir de uma nação de grupos de clãs cada um com seu distrito parnkarra de terras e sua própria forma dialetal. Essas formas de linguagem foram historicamente faladas na área de planícies de Adelaide Plains que faz divisa com  Crystal Brook e com Clare ao norte e com Cabo Jervis no sul, junto ao monte Lofty Ranges. A língua deixou de ser falada no dia-a-dia no século XIX. Porém, num processo que se iniciou nos anos 1990, a língua vem sendo recuperada. O “Kaurna Warra Pintyand” (KWP) é um grupo que vem desenvolvendo e promovendo uma versão institucionalizada da língua, criando até novas palavras como muka (cabeça), kando (raio – de trovão) e a consequente mukakando (computador) e outras palavras assim formadas para lavadora, telefone, motor, uísque, vodka, etc. Esse grupo KWP tem como base a  Universidade de Adelaide, sendo um comitê que inclui um pequeno grupo de nativos Kaurna e também professores linguistas e outros pesquisadores.

## Classificação
R.M.W Dixon classificou Kaurna como um dialeto da língua Kadli, junto com Nantuwara, Ngadjuri, Narangka e Nukunu  Luise Hercus (1992) classificou Kaurna, junto com Narungga, Nukunu e Ngadjuri, no subgrupo Meru, o maior grupo das línguas Thura – Yura (que inclui Yura Ngawarla ou Adnyamathanha).

## Nome
O nome "Kaurna" não era amplamente utilizado até ser popularizado pelo etnógrafo Etnógrafo Norman B. Tindale, museu da Austrália Meridional, na década de 1920.
O termo "Kaurna" foi registrado pela primeira vez pelo Missionário Cirurgião Dr. William Wyatt (1879: 24) para tribo "Encounter Bay Bob".  Ao mesmo tempo, ele registrou "Meeyurna" para a tribo de "Onkaparinga Jack". Kaurna provavelmente deriva de 'kornar', a palavra 'povo' na vizinha língua Ramindjeri / Ngarrindjer ( Berndt & Berndt (1993: 19) observou que 'kornarinyeri', que se tornou Raukkan (Austrália Meridional), Missão Ponto McLeay Missão. O termo Narrinyeri do Rev George Taplin se tornou Narindjeri ou Ngarindjeri Ngarrindjeri contemporaneamente). Mullawirraburka (Onkaparinga Jack), também conhecida pelos colonos como "King John", foi uma das principais fontes para os estudos de Teichelmann e Schurmann. Encounter Bay Bob, como seu nome sugere, veio de Encounter Bay (Victor Harbor), o qual era mais provavelmente um idoso Ramindjeri completamente iniciado. Assim, Meyunna é, provavelmente, um endônimo e que linguisticamente preferível como o nome para esse grupo de idiomas, como sugerido em meados de 1990. No entanto, eles são hoje universalmente conhecidos como o povo kaurna

## Histórico
Kaurna no momento não é falado como língua nativa ( classificada como uma língua morta), mas está sendo revivido com a ajuda de um dicionário elaborado por dois missionários alemães na década de 1840.
Os esforços para reviver o Kaurna começaram em 1990 com a escrita de várias letras de músicas em kaurna, as quais originalmente eram nas línguas Ngarrindjeri, Narrunga e kaurna. Um segundo “songbook”, Kaurna Paltinna, foi publicado em 1999. Work shpos sobre a língua ocorreram em 1990 e 1991, um programa de língua Kaurna foi introduzido na Kaurna Plains School em 1992 onde Kaurna agora é ensinado em todos os níveis de ensino, incluindo um curso de língua Kaurna lingüísticaé ministrado na Universidade de Adelaide desde 1997.
As formas mais antigas da língua foram mapeadas por[Norman Tindale e Dr. Robert Amery e os documentos são geridos pelo povo kaurna.

## Escrita
A escrita desenvolvida pelos missionários é uma forma do alfabeto latino que não tem as letras C, F, H, J, Q, S, V, X, Z; mas tem as formasNg, Ny, Ty e ä’11. As vogais são as convencionais, havendo ainda A, E, I, O breves (com barra superior); há os ditongos ai, au, ui; há as consoantes duplas kk, pp, rr, tt e os grupos consonantais dl, dn, ly, rl, rnd, rnt;

## Nomes locais Kaurnas
Muitos nomes de importantes locais foram criados a partir da linguagem Kaurna. Esses incluem Ngangkiparringga (Onkaparinga) 'local rio das mulheres', Nurlongga (Noarlunga) 'canto / lugar curvatura', Ngaltingga (Aldinga), Willangga (Willunga), Maitpangga (Myponga), Kanggarilla (Kangarilla) 'pastorear lugar ", Yernkalyilla (Yankalilla)" lugar dos bits caídos', Waitpingga (Waitpinga) «Local de vento ', Kauwandilla (Cowandilla) "no norte", Yurridla (Uraidla) 'duas orelhas' etc  Tarndanyungga - Victoria Square (2003); Tarndanyungga foi também utilizado para a área em torno do rio Torrens que foi renomeado karrawirraparri por KWP. Hoje, todas as antigas grafias da antiga língua registrada pelos colonizadores e missionários a partir do falar dos idosos foram alterados pelo pequeno grupo de KWP. Hoje tartanyangga é a nova ortografia e essa nova ortografia mudou as forma dos sons da língua e, portanto, o significado cultural também foi alterado. Como a linguística é baseada em uma metodologia científica, essa, por vezes, não integra os significados sagrados de uma língua nascida de forma natural.
Vários nomes de lugares, como Warriparringga (Warriparinga) 'local rio ventoso' e Piltawodli 'casa do possum ', têm sido reintegrados. Alguns outros nomes, tais como Yertabulti (Port Adelaide), Patpangga (Rapid Bay, Austrália do Sul) "no sul" e Pattawilyangga (Glenelg, Austrália do Sul) 'pântano goma folhagem ", são conhecidos a partir de fontes históricas, mas estão aindo a ser plenamente restabelecidos. (Ver Améry & Williams, 2002)
Desde o início dos esforços para reintroduzir a língua Kaurna (1980), com a nomeação da Escola Alternativa Warriappendi, que ganhou um perfil dentro do domínio público, muitas pessoas, animais de estimação, organizações, clubes, equipes esportivos, programas, lugares, prédios e outros itens tiveram (receberam) nomes kaurna. A linguagem Kaurna é usada com freqüência para discursos de boas-vindas ao “ Kaurna Country”. Muitas obras de arte públicas, começando em 1995 com a instalação de um mural Yerrakartarta em cerâmica na entrada do Intercontinental Hotel em North Terrace, Adelaide, incorporaram palavras, frases e textos extraídos da linguagem Kaurna. O KWP provê aulas do idioma através da Plains School Kaurna e da Universidade.